# 12395 Richnelson
12395 Richnelson è un asteroide della fascia principale. Scoperto nel 1995, presenta un'orbita caratterizzata da un semiasse maggiore pari a 3,2334407 UA e da un'eccentricità di 0,0452184, inclinata di 21,13005° rispetto all'eclittica.